# Brothers in Arms (chanson)
Pour les articles homonymes, voir Brothers in Arms.
Singles de Dire Straits
Money for Nothing
(1985) Walk of Life
(1985)
Pistes de Brothers in Arms
One World
(8)
Brothers in Arms est une chanson du groupe rock Dire Straits, composée par Mark Knopfler. C'est la dernière chanson de l'album  Brothers in Arms paru en 1985. Elle est sortie en single après Money for Nothing. Elle est différente des autres titres de l'album, plus calme et planante ; elle a d'ailleurs terminé certains concerts de Dire Straits comme le live On the Night. 
Ce titre figure sur les compilations Money for Nothing, Sultans of Swing: The Very Best of Dire Straits et Private Investigations - The Best of Mark Knopfler & Dire Straits.
Il est à noter que la suite d'accords des couplets de Brothers in Arms est identique à celle des couplets de Bird of Paradise de Snowy White (sorti en décembre 1983), sans que cela ait généré une quelconque suite légale[réf. souhaitée].

## Thématique
La chanson a été écrite en 1982, l'année de l'implication du Royaume-Uni dans la guerre des Malouines. En 2007, lors du 25e anniversaire de la guerre, Mark Knopfler a enregistré une nouvelle version de la chanson dans les studios Abbey Road pour lever des fonds pour les anciens combattants britanniques dont il mentionne qu'ils souffrent encore de stress post-traumatique.

## Reprises
La chanson a été reprise par Metallica, Joan Baez et le groupe allemand Gregorian sur leur album Masters of Chant Chapter I.